# بات يام
بات يام (بالعبرية: בת ים) هي مدينة تقع على ساحل البحر الأبيض المتوسط في إسرائيل، ضمن السهل الساحلي الأوسط، إلى الجنوب مباشرة من تل أبيب. تُعد جزءًا من منطقة غوش دان الحضرية ومنطقة تل أبيب الإدارية. بلغ عدد سكانها في عام 2022 نحو 128,465 نسمة.

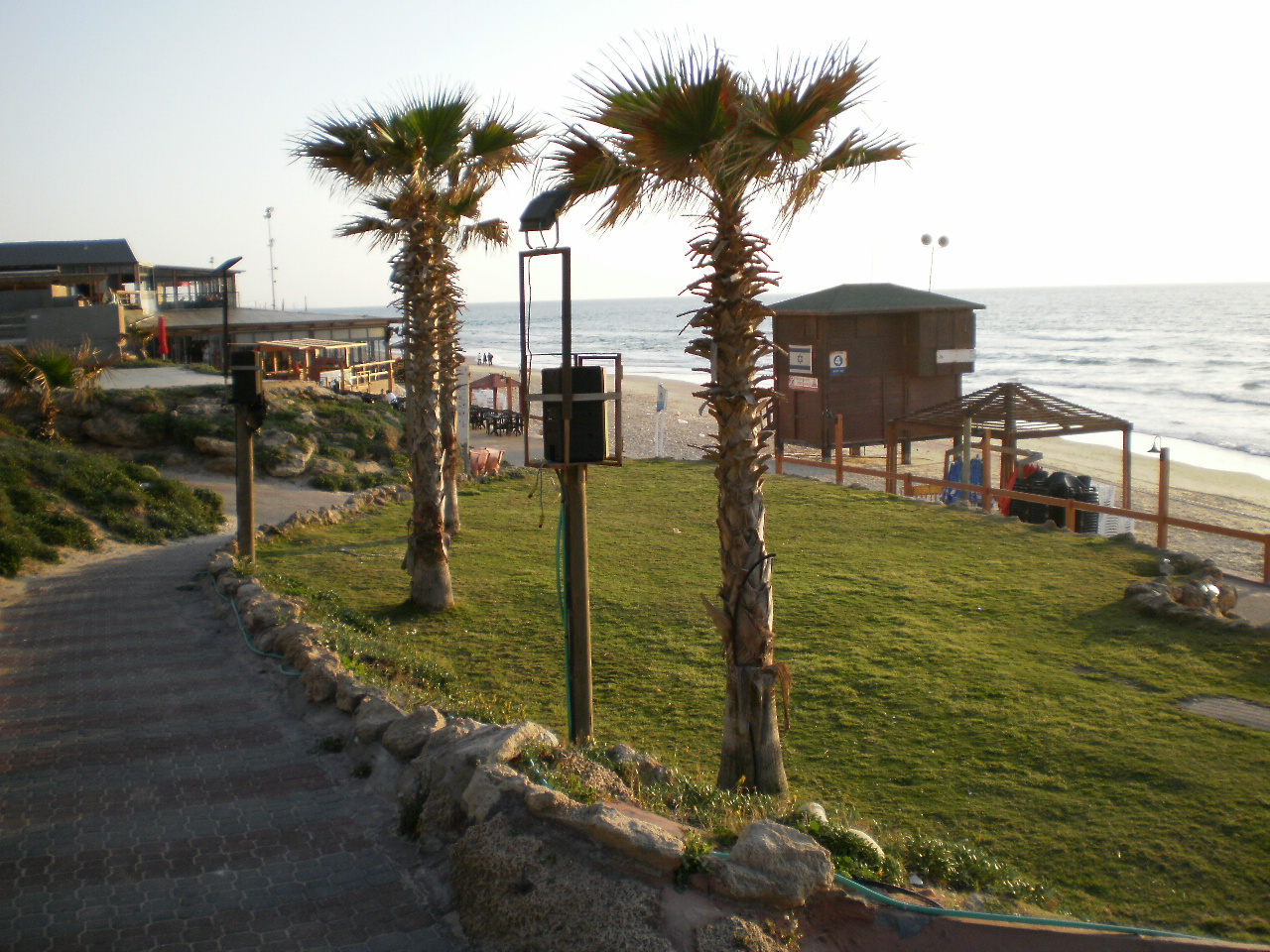
شاطيء يام بات

## حرب إيران وإسرائيل 2025
في 15 يونيو 2025، تعرّضت مدينة بات يام، الواقعة جنوب تل أبيب، لضربة صاروخية من قبل إيران، كجزء من وابل واسع النطاق استهدف عدة مواقع في أنحاء إسرائيل. أصاب الصاروخ مبنىً سكنيًا، مما أدى إلى انهيار جزء من الهيكل، وتسبب بدمار كبير وسقوط عدد من الضحايا. قُتل ما لا يقل عن تسعة أشخاص في بات يام، بينهم خمسة مواطنين أوكرانيين — ثلاثة منهم أطفال — بحسب ما أفادت به السلطات الأوكرانية. استجابت خدمات الطوارئ بسرعة، وبدأت بالبحث عن ناجين تحت الأنقاض وتقديم العلاج للمصابين، بينما سُجلت مشاهد دمار واسع النطاق وحرائق وزجاج متناثر في موقع الانفجار.
ويرجّح الخبراء أن الصاروخ المستخدم كان من الطرازات المتقدمة لدى إيران، مثل "عماد" أو "خيبر شكن" أو "حاج قاسم"، وهي معروفة بقدرتها على الإفلات من أنظمة الاعتراض وإيصال رؤوس حربية قوية لمسافات طويلة. وجاء الهجوم على بات يام في سياق موجة من الضربات الصاروخية والطائرات المسيرة التي شنتها إيران ردًا على الغارات الجوية الإسرائيلية التي استهدفت منشآت نووية وعسكرية داخل إيران في وقت سابق من الأسبوع.
لم يقتصر الحادث على سقوط عدد كبير من الضحايا المدنيين، بمن فيهم أجانب، بل كشف أيضًا عن مدى تطور الترسانة الصاروخية الإيرانية، وهشاشة المراكز الحضرية الإسرائيلية رغم امتلاكها أنظمة دفاع جوي متقدمة. 

## معرض صور

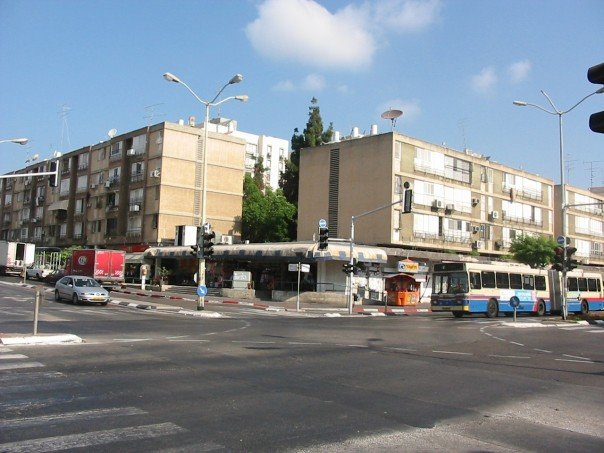
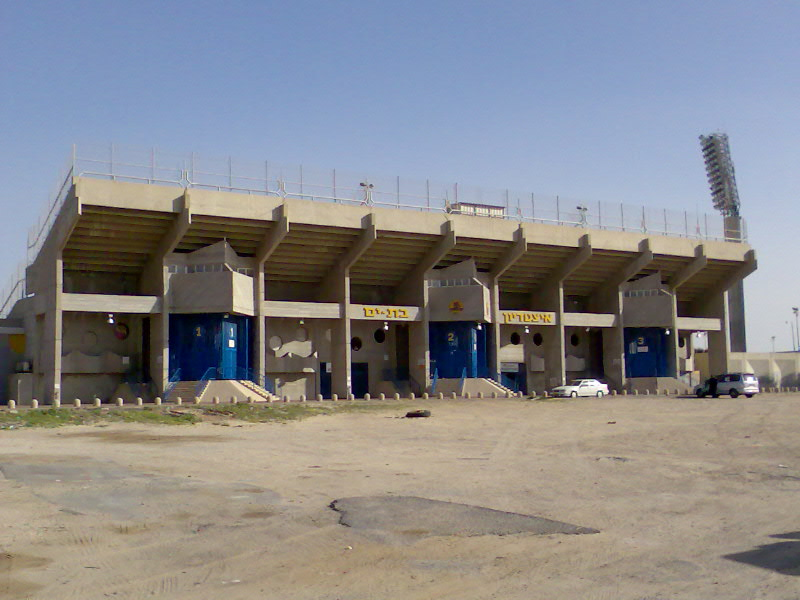
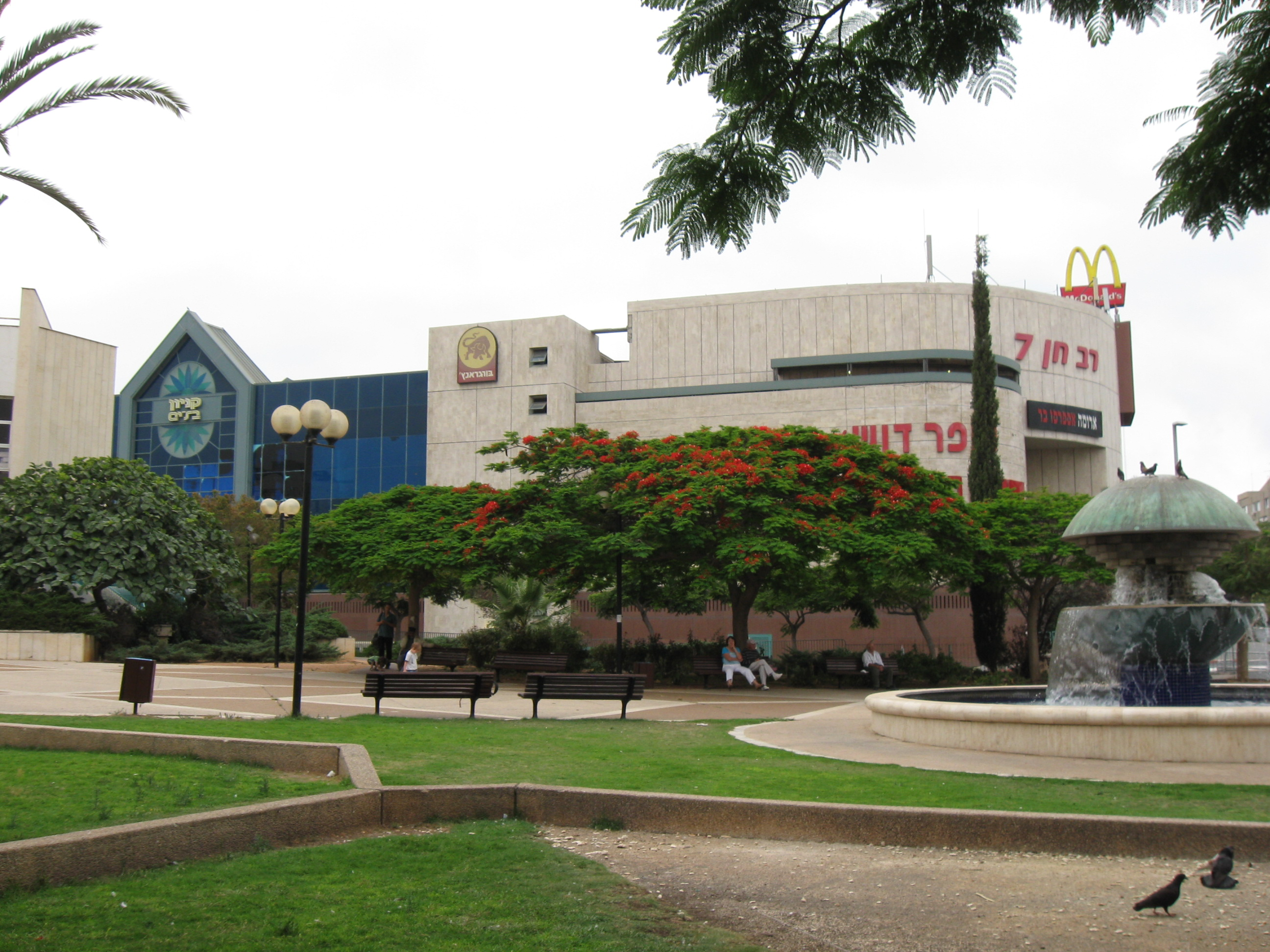

## توأمة
لبات يام اتفاقيات توأمة مع كل من:
- أنطاليا
- كراغوييفاتس
- ليفورنو
- Kutno [الإنجليزية]‏
- فيلوربان
- آوريش
- Neukölln [الإنجليزية]‏
- ساليناس [الإنجليزية]‏
- فالبارايسو
- فينيتسا

## أعلام
- تومير شينسينسكي
- موشيه بيتون
- شاي ابوتبول
- بيتر روث
- بين بيتون